# 卡爾-海因茨·凱莫林
卡爾-海因茨·凱莫林（德語：Karl-Heinz Kämmerling，1930年5月6日—2012年6月14日)，德國鋼琴教育家。

## 生平
卡爾-海因茨·凱莫林出生於德國德紹，大學就讀萊比錫音樂學院，師從安通·羅登（Anton Rohden）和胡戈·施特罗伊尔。凱莫林任教於汉诺威音乐学院、萨尔茨堡莫扎特音乐大学，2004年起擔任萨格勒布大学音樂學院的客席教授。同時他也是國際音樂理事會成員、欧洲钢琴教师协会會長及雜誌《练习与演奏》的作者。
他的學生所贏得的國際大獎超過一百項，其中许多正在德國、奧地利及瑞士等地擔任教授。其著名學生有原田资嗣、爱丽丝·纱良·奥特、伊戈尔·列维特、拉尔斯·沃格特等等。
除此，他也被許多知名國際鋼琴大賽邀請為評審，例如蕭邦國際鋼琴比賽、利兹国际钢琴比赛、亚瑟·鲁宾斯坦国际钢琴大赛等。
2012年6月14日因病去世於漢諾瓦，享年82歲。

## 獎項
- 1999年：德國聯邦十字勳章
- 2000年：奥地利共和国勋章（德语：Ehrenzeichen für Verdienste um die Republik Österreich (1952)）